# Pisieu
Pisieu é uma comuna francesa na região administrativa de Auvérnia-Ródano-Alpes, no departamento de Isère. Estende-se por uma área de 18,76 km². Em 2010 a comuna tinha 534 habitantes (densidade: 28,5 hab./km²).